# Куплинов, Владимир Викторович
Владимир Викторович Куплинов (род. 16 апреля 1955, Саратов) — советский хоккеист, защитник. Советский и российский тренер. Мастер спорта СССР.

## Биография
Воспитанник саратовского «Торпедо», выпускник «Кристалла». За «Кристалл» играл в 16 сезонах первенства СССР (1973/74 — 1988/89), был капитаном. Вторую половину сезона-1977/78 провёл в московском «Спартаке». В сезонах 1988/89, 1990/91 — 1991/92 — играющий тренер команды второй лиги «Химик» Энгельс, в сезоне 1989/90 — главный тренер.
Окончил Саратовский государственный педагогический институт имени К. А. Федина.
Работал в командах «Кристалл» Саратов: первая половина сезона 1988/89, 1992/93 (до 8 марта) — тренер; 1993/94 — 1996/97 (до 15 февраля), 2003/04 (до ноября), 2012/13 (до 29 сентября) — главный тренер. «Нефтяник» Альметьевск: 1997/98 — 1998/99 — главный тренер. «Дизелист» Пенза: 2000/01 (до 28 декабря) — главный тренер. «Кристалл-2» Саратов: 2003/04 (с ноября) — главный тренер. «Тамбов»: 2004/05 (до октября), 2005/06 (с середины сезона), 2011/12, 13 ноября 2012 — 30 октября 2013) — главный тренер. «Мотор» Барнаул: (2004/05, с 21 октября) — главный тренер. «Металлург» Лиепая: 2007/08, 2010/11 — тренер, юношеская сборная Латвии: 2008/09 — тренер. «Металлург-2» Лиепая: 2009/10 — главный тренер. «Кристалл» Балаково: 2013—2019 — юноши, главный тренер. МХК «Кристалл» Саратов: 2019/20 — главный тренер. Главный тренер в школе «Кристалла» с 2020 года.